# Cantonul Daoulas
Cantonul Daoulas este un canton din arondismentul Brest, departamentul Finistère, regiunea Bretania, Franța.

## Comune
- Daoulas (reședință)
- Hanvec
- Hôpital-Camfrout
- Irvillac
- Logonna-Daoulas
- Loperhet
- Plougastel-Daoulas
- Saint-Eloy
- Saint-Urbain